# بیضا (لیبی)
بیضا، مرکز استان جبل‌الاخضر در لیبی است. این شهر، مجاور کوه بیضا، واقع در شمال شرق لیبی است.